# 平安道农民战争
平安道农民战争:860，又称洪景来起义:516、洪景來之亂，是朝鲜王朝纯祖十一年（1812年）发生在平安道的一次农民起义，起义领袖为洪景来。起义军在起初的战事颇为顺利，很快便攻下清川江以北大部分郡邑，但在后期的战争中不敌朝鲜官兵而被镇压，洪景来阵亡，约3000人被捕，其中约2000人被处死。虽然平安道农民战争在规模上远不及后来的甲午农民战争，但对已延续400多年的朝鲜王朝产生了不小的冲击，被一些学者称为“吹响19世纪朝鲜中下层民众反抗运动的号角”。

## 背景
朝鲜正祖去世后，年仅11岁的纯祖继位，其嫡曾祖母英祖贞纯王后临朝称制。此后，朝鲜王权衰落，外戚金祖淳摄政，势道政治盛行，科举腐败，三政紊乱。两班利益集团之间争权夺势。1809年，朝鲜大旱，全境面临饥荒。1810年，义州发生水灾。自然灾害加之不堪重负的苛捐杂税，底层民众民不聊生。根据儒家思想，民众的苦难和自然的灾害是上天对改朝换代的暗示:79-80。秘籍《郑鉴录》预言1812年朝鲜王朝将会被美好的郑氏王朝所取代。

## 经过
平安道农民战争领袖洪景来出生于没落两班家庭，虽然通过了科举考试，但因出身问题没能踏上仕途。他与禹君则、李禧著、金士用等人在嘉山郡通过经营金矿，招兵买马，蓄力谋反。他们原计划在1812年2月2日起事，不料计划在1月30日晚被官府知道，因此只好提前在1月31日起事。当日深夜，起义军兵分两路发起攻势。洪景来和禹君则、李禧著、洪总角带兵向南攻打嘉山。金士用、李其初、金昌始则率兵向北攻打郭山。起初的战事很顺利，起义军很快拿下清川江以北除龟城、宁边、义州之外的8个郡邑。所到之处，起义军打开官府粮仓救济民众，用官府金库给起义军发军饷。:130-134
朝鲜朝廷得知平安道农民起义的消息后，在汉阳成立了两西巡抚营，李尧宪任两西巡抚，并派巡抚中军兼先锋朴基丰出兵镇压农民起义。1812年2月11日，洪景来率起义军攻打安州失败，只好退守定州。官兵乘胜追击接连收复博川、嘉山，2月15日包围定州。17日，一部分官兵绕过定州攻下了定州西北面的郭山，从而切断了洪景来的北方后援。此后，清川江以北除定州外的郡邑都被官兵陆续拿下。
定州易守难攻，朝鲜官兵虽然以三倍的兵力攻城，却屡屡被洪景来击退。朝鲜朝廷逐罢免了朴基丰，改任柳孝源为巡抚中军。5月29日，柳孝源通过挖地道埋炸药的方式炸毁了定州北将台的城墙，最终拿下定州。洪景来在此次战役中阵亡。洪总角等其它起义领袖被生擒后被处死。此外，有约3000人被捕，其中约2000人被处死，包括年仅10岁的孩子。:159-165

## 影响
虽然19世纪朝鲜官方和绝大多数朝鲜文人对平安道农民战争的评价是否定的，但此次农民起义对已延续四百余年的朝鲜王朝产生了不小的冲击。洪景来起义被镇压后，朝鲜民间却开始出现“真正的洪景来并未死”的说法。这一传言在此后1813年的“济州民乱”和1817年的“全州民乱”中继续流传。有学者称平安道农民战争“吹响了19世纪朝鲜中下层民众反抗运动的号角”。1894年的甲午农民战争则是巅峰:378:301。现代韩国民主化运动时期，平安道农民战争领袖洪景来被赋予了“英雄”、“反逆儿”、“革命家”的身份标签。

## 文学作品
- 1931年，《东亚日报》连载了玄相允的长篇小说《洪景来传》[4]。
- 1933年，《朝鲜日报》发表了文一平的《平西大元帅洪景来》[4]。